# Crise de succession écossaise
La crise de succession écossaise, ou « Grande Cause » (Great Cause en anglais) est un événement de l'histoire de l'Écosse qui débute en 1290, avec l'extinction de la maison de Dunkeld. Une douzaine de prétendants au trône écossais se font alors connaître. Le choix est effectué sous l'égide du roi d'Angleterre Édouard Ier et aboutit au sacre de Jean Balliol en 1292. L'ingérence d'Édouard dans les affaires écossaises débouche quelques années plus tard sur les guerres d'indépendance de l'Écosse.

## Contexte
Le roi Alexandre III a trois enfants de sa femme Marguerite d'Angleterre : deux fils, Alexandre et David, et une fille, Marguerite. En l'espace de trois ans, tous trois trouvent la mort : David en juin 1281, Marguerite en avril 1283 et Alexandre en janvier 1284. La dernière héritière d'Alexandre III est alors sa petite-fille Marguerite, la fille de Marguerite et du roi Éric II de Norvège, qui est reconnue comme telle par la noblesse écossaise réunie à Scone en février 1284. Veuf depuis 1275, Alexandre se remarie en octobre 1285 avec Yolande de Dreux dans l'espoir d'avoir de nouveaux enfants, mais il se tue par accident en mars 1286.
La petite Marguerite, âgée de deux ans, devient alors reine des Écossais. Du fait de son jeune âge et de son absence (elle se trouve encore auprès de son père en Norvège), un conseil de six Gardiens de l'Écosse est nommé pour gouverner le pays. Très vite, les Gardiens font appel au roi Édouard Ier d'Angleterre pour maintenir l'ordre dans le pays. En effet, la succession de Marguerite commence déjà à faire débat, et plusieurs descendants de branches cadettes de la maison de Dunkeld commencent à faire valoir leurs droits, en particulier Jean Balliol, seigneur de Galloway, et Robert de Brus, seigneur d'Annandale. Dans un premier temps, Édouard envisage de marier Marguerite à son fils et héritier Édouard de Caernavon. Ce projet, susceptible d'aboutir à une union personnelle des deux royaumes, sinon davantage, est accepté par la noblesse écossaise au traité de Birgham. Il est réduit à néant lorsque Marguerite meurt dans les Orcades en septembre 1290, alors qu'elle se rendait pour la première fois de sa vie dans son royaume.

## Les prétendants

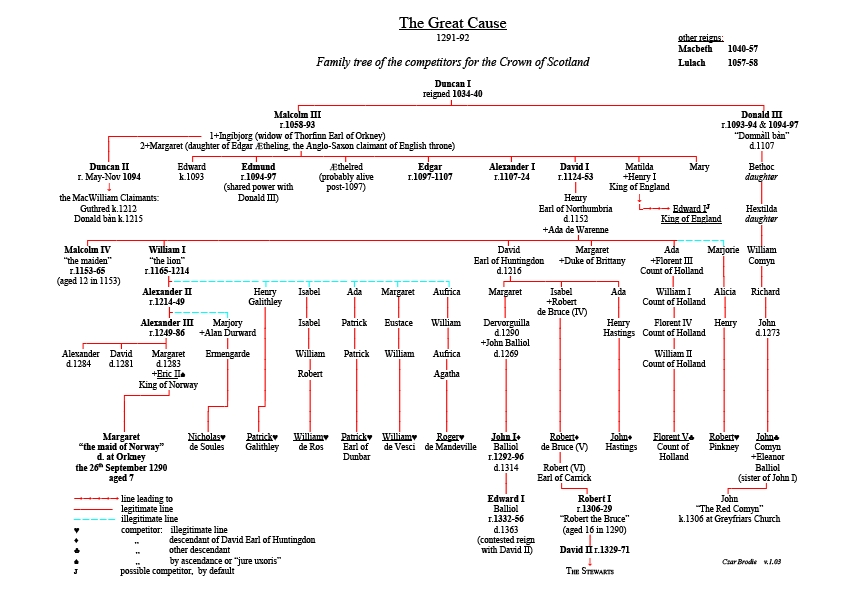
Arbre généalogique de la maison de Dunkeld présentant les prétendants au trône en 1290.

Après la mort de Marguerite, quatorze prétendants affirment leurs droits au trône écossais.
- Trois sont des descendants de David de Huntingdon, fils d'Henri d'Écosse, fils du roi David Ier :
  - Jean Balliol, fils de Jean de Bailleul et de Derborgail de Galloway, fille d'Alan de Galloway et de Marguerite d'Huntingdon, fille aînée de David de Huntingdon. Il s'appuie sur le principe de primogéniture, en tant que descendant de la fille aînée de David.
  - Robert de Brus, fils de Robert de Brus et d'Isabelle d'Huntingdon, deuxième fille de David de Huntingdon. Il s'appuie sur le principe de tanistrie, en tant que petit-fils de David (Balliol se trouvant une génération plus bas).
  - John Hastings, seigneur d'Abergavenny, fils d'Henry de Hastings, fils d'Henry de Hastings et d'Ada, troisième fille de David de Huntingdon. Il affirme que l'Écosse n'est pas un véritable royaume, mais un simple fief, et en tant que telle, peut être divisée entre les principaux prétendants.

- Un quatrième descend également d'Henri d'Écosse par une branche cadette :
  - Florent V de Hollande, fils de Guillaume II de Hollande, fils de Florent IV de Hollande, fils de Guillaume Ier de Hollande, fils de Florent III de Hollande et d'Ada, fille d'Henri d'Écosse. Il affirme que David de Huntingdon a renoncé à ses droits sur le trône d'Écosse pour lui et pour ses descendants.

- Un cinquième est un descendant lointain du roi Donald III († 1099) :
  - John II Comyn, fils de John Ier Comyn, fils de Richard Comyn, fils de William Comyn, fils de Richard Comyn (en) et de Hextilda, fille d'Uchtred de Tynedale et de Bethoc, fille de Donald III.

- Plusieurs autres prétendants sont des descendants d'enfants illégitimes de rois ou de princes :
  - Nicolas de Soules, fils de William Ier de Soules et d'Ermengarde, fille d'Alan Durward et de Marjorie, bâtarde du roi Alexandre II.
  - Patrick IV Dunbar, comte de March, fils de Patrick III Dunbar, fils de Patrick II Dunbar, fils de Patrick Ier Dunbar et d'Ada, bâtarde du roi Guillaume Ier.
  - Patrick Galithly, fils d'Henry Galithly, bâtard du roi Guillaume Ier.
  - Roger de Mandeville, fils de X de Mandeville et d'Agathe, fille de Robert Wardone et d'Aufrica, fille de William de Say, fils d'Aufrica, bâtarde du roi Guillaume Ier.
  - William de Ros (en), fils de Robert de Ros (en), fils de William de Ros, fils de Robert de Ros et d'Isabelle, bâtarde du roi Guillaume Ier.
  - Guillaume de Vesci (en), fils de Guillaume de Vesci (en), fils d'Eustache de Vesci (en) et de Marguerite, bâtarde du roi Guillaume Ier.
  - Robert de Pinkeney, fils d'Henri de Pinkeney et d'Alice, fille de John Lindesay et de Marjorie, bâtarde d'Henri d'Écosse, fils du roi David Ier.

- Enfin, deux souverains étrangers affirment également leurs droits :
  - Édouard Ier d'Angleterre peut prétendre au trône en tant que descendant d'Édith ou Mathilde, fille du roi Malcolm III et épouse du roi Henri Ier d'Angleterre. Il est également le beau-frère d'Alexandre III.
  - Éric II de Norvège, gendre d'Alexandre III et père de Marguerite Ire d'Écosse.

## Résolution
Les deux prétendants les plus légitimes et les plus puissants sont Jean Balliol et Robert de Brus. La perspective d'une guerre civile entre eux incite la noblesse écossaise à faire appel en juin 1291 à l'arbitrage du roi d'Angleterre Édouard Ier. Celui-ci souhaite en échange être reconnu comme suzerain de l'Écosse. Les Écossais temporisent, et Édouard accepte finalement d'arbitrer le conflit en échange de concessions diverses.
Le 17 novembre 1292, Édouard Ier rend son verdict en faveur de Balliol, qui est sacré le 30 novembre. Cependant, le roi d'Angleterre continue à s'immiscer dans les affaires écossaises, et la situation s'envenime jusqu'à dégénérer en guerre ouverte en 1296. C'est le début des Guerres d'indépendance de l'Écosse.